# آلن جفری اندرسون
آلن جفری اندرسون (انگلیسی: Alan Anderson؛ زادهٔ ۱۶ اکتبر ۱۹۸۲) بازیکن بسکتبال اهل ایالات متحده آمریکا است.

## حرفه
از باشگاه‌هایی که در آن بازی کرده‌است می‌توان به شارلوت هورنتس، سیبونا زاگرب، واشینگتن ویزاردز، لس آنجلس کلیپرز، باشگاه بسکتبال بارسلونا، تورنتو رپترز، و بروکلین نتس اشاره کرد.